# Johan Gastien
Johan Gastien (Niort, 25 gennaio 1988) è un calciatore francese, centrocampista del Clermont Foot.